# Bulbophyllum henanense
Bulbophyllum henanense là một loài phong lan thuộc chi Bulbophyllum.